# ظواهر الكم العيانية
الظواهر الكمومية العيانية هي عمليات تُظهر السلوك الكمي على المستوى العياني، وليس على النطاق الذري حيث تنتشر التأثيرات الكمومية. وأشهر الأمثلة على الظواهر الكمية العيانية هي الميوعة الفائقة والموصلية الفائقة. تشمل الأمثلة الأخرى تأثير هول الكمي والترتيب الطوبولوجي. منذ عام 2000، كان هناك عمل تجريبي مكثف على الغازات الكمومية، وخاصةً مكثفات بوز-آينشتاين.
بين عامي 1996 و2016، مُنحت ست جوائز نوبل للعمل المتعلق بظواهر الكم العيانية. يمكن ملاحظة الظواهر الكمية العيانية في الهيليوم فائق الميوعة وفي الموصلات الفائقة، ولكن أيضًا في الغازات الكمومية المخففة والفوتونات الملبسة مثل البولاريتونات وفي ضوء الليزر. على الرغم من اختلاف هذه الوسائط اختلافًا كبيرًا، إلا أنها جميعًا متشابهة من حيث أنها تُظهر سلوكًا كميًا عيانيًا، وفي هذا الصدد يمكن الإشارة إليها جميعًا باسم الموائع الكمومية.
تُصنف الظواهر الكمومية عمومًا على أنها مجهرية عندما يشغل عدد كبير من الجسيمات الحالات الكمية (بترتيب عدد أفوجادرو) أو الحالات الكمومية المعنية بالحجم العياني (يصل حجمها إلى كيلومتر في الأسلاك فائقة التوصيل).

## اقرأ أيضا
- تأثير هارتمان